# Jorge Gumier Maier
Jorge Gumier Maier (Buenos Aires, 27 de julio de 1953-Buenos Aires, 10 de diciembre de 2021) fue un artista plástico y curador argentino.

## Biografía
Su primera muestra individual fue en 1982. Entre sus principales exhibiciones se destacan la del Instituto de Cooperación Iberoamericano en 1993 y la de la galería Belleza y Felicidad en 1999.

## Trayectoria
Dirigió la Galería del Centro Cultural Ricardo Rojas de la Universidad de Buenos Aires desde su creación, en 1989, hasta 1996. Desde allí promovió a una nueva camada de artistas, conocida como El grupo del Rojas, que fue parte de una renovación generacional e inició un debate político y cultural sobre las tendencias del arte argentino de los noventa.
En 1997, como epílogo a su trabajo como curador del Rojas, Gumier Maier presentó una selección de obras de sus artistas predilectos en la exposición El Tao del Arte, realizada en el Centro Cultural Recoleta. El texto que escribió para el catálogo de la exhibición se ha convertido en un referente sobre el arte argentino de la década de 1990.
Ha escrito para revistas como El porteño, Vox y Cerdos y Peces.
En 2002 recibió el Diploma al Mérito en Artes Visuales de la Fundación Konex.